# 全日本GT選手権
全日本GT選手権（ぜんにほんジーティーせんしゅけん、Japan GT Championship, JGTC）は、1994年から2004年に掛けて行われた自動車レースの1カテゴリーで、SUPER GTの前身である。

## 概要

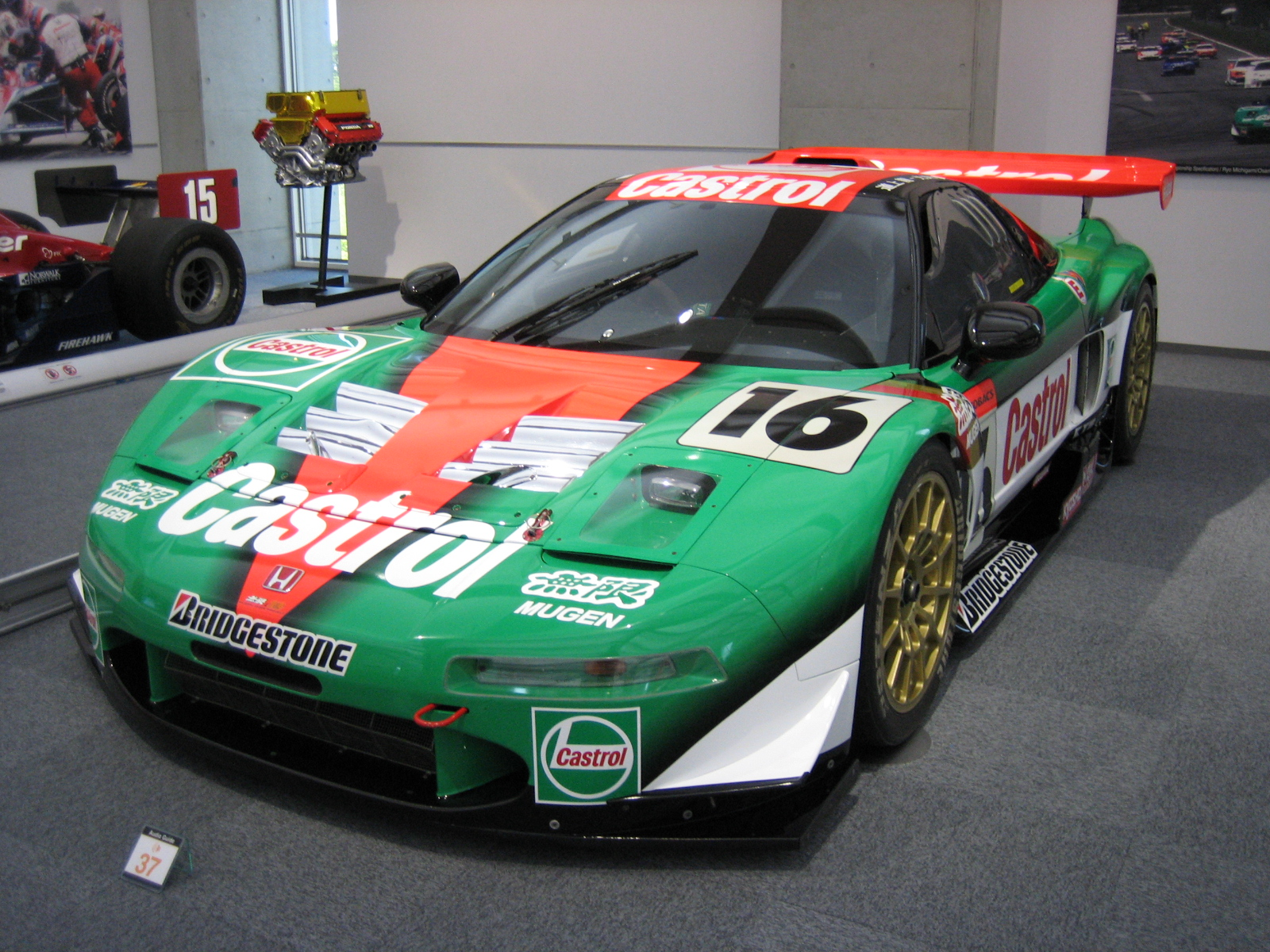
参戦車両
（2000年 GT500チャンピオン車両）

1993年より「全日本GT選手権レース」として開催され、1994年に「全日本GT選手権」に名称が変更された。年間数レースを日本を中心に海外でも開催し、参加チーム、ドライバー、はその成績毎にポイントを獲得し、その年間トータルのポイントでシリーズチャンピオンを決定する。当時ル・マン24時間レース等で主流になりつつあったGT車両によるレースで、市販四輪車に改造を施した車両のレースであり、ル・マン24時間などのレギュレーションを参考に始まったものが、日本独自のカテゴリーに変化していった。
初年度の1993年は日本自動車連盟 (JAF) のN3規定で開催されたものの、エントリーした車は2台のみで、レースも全9戦中4戦のみ開催だった。それでもレース成立条件が出走2台以上、シリーズ成立条件が全3戦以上開催と緩かったため、シリーズは成立し影山正彦がチャンピオンに輝いた。
シリーズチャンピオンを獲得した翌年には、GT500は「1」、GT300は「0」のカーナンバーを付けることが出来る。
シリーズの海外進出も行われ、2000年よりマレーシアのセパンサーキットでレースを開催（2000年・2001年はオールスター戦、2002年からはシリーズ戦）したほか、2004年にはアメリカでもオールスター戦を開催した。2005年より国際シリーズ化したことからJAFの管轄下から離れ、全日本選手権がかけられなくなり、名称もSUPER GTへ変更された。

## クラスとレギュレーション

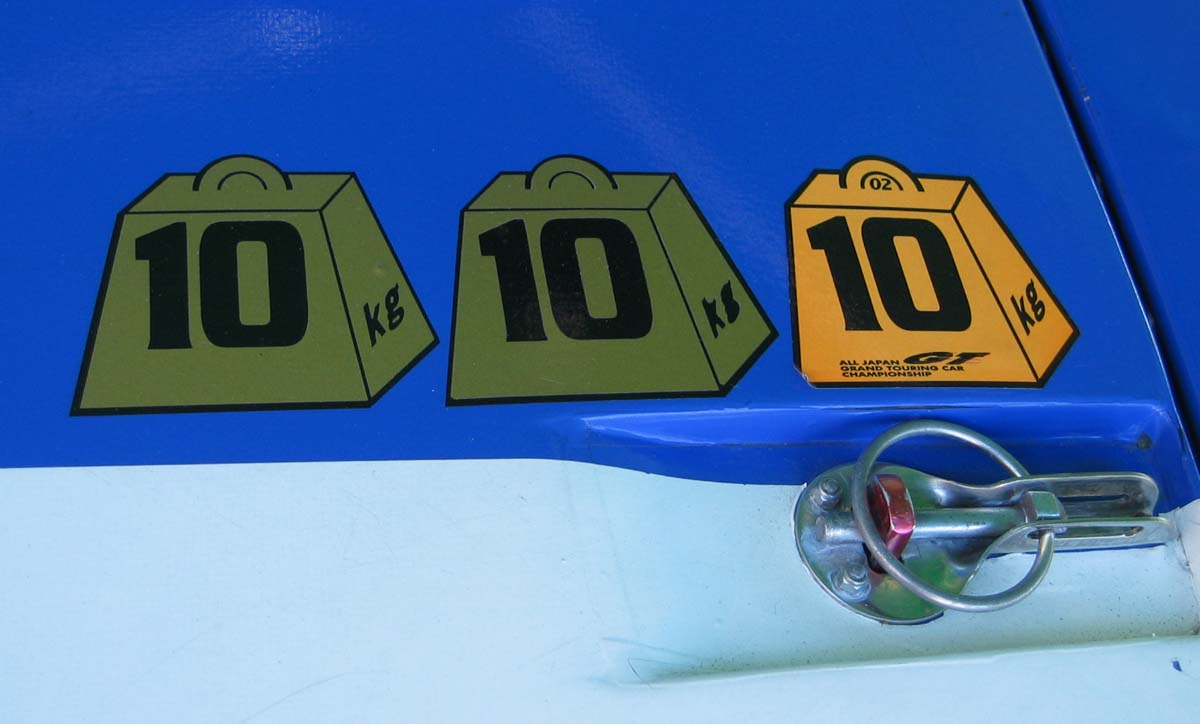
ウエイトハンデを示す錘型の"10 kg"ステッカー

2つのクラスが設置されていた。1995年まではGT1（第1部門）とGT2（第2部門）と呼ばれていたが、1996年以降はそれぞれGT500クラスとGT300クラスと名前が改められた。
GT500クラス (GT1)はJGTCのトップクラスで、約500 PS の車両で争われる。このクラスの車両は、富士スピードウェイや鈴鹿サーキットなど長い直線を持つコースでは最高速度が約300 km/hに迫り、国際的にも注目された。参加チームの多くは国内外で活躍し、国際的にも通用するレーシングチームや、自動車メーカーによるワークス活動が盛んであった。
GT300クラス (GT2)は、約300 PS の車両で争われる。このクラスはパワーが低い分、改造個所が少なく済むため、有力なプライベートチームが参加し、車両間の格差も少なく、常に激しいレース展開を見せていた。初期の頃はグループB規定やIMSAシリーズ、JSS等の車両が参戦していた時期もあった。
予選・決勝の上位成績マシンには重りの搭載を課すことによって、同クラス内の全マシンの実力の拮抗を図っていた。上位成績を重ねるごとにウエイトハンデも増す規定の為、当然ながら、勝ち続けることは困難なシステムだった。
参加車両の競争力を均衡させるため、レギュレーションの改正が頻繁に行なわれた。そのため海外メーカーの車両が継続的に参戦することは難しく、国内メーカーの為のレースとなってしまった。その傾向は特にGT500クラスで顕著で、今までの日本のツーリングカーレースと同様に参加メーカーの減少、車種の減少、プライベートチームの参加が困難になると言った弊害が出た。
| メーカー               | 車両名                    | 参戦                                     | エンジン仕様 | 備考                                                |
| 日産                   | スカイラインGT-R（R32型） | 1994年 - 1996年                          | 2.6L 直6 ツインターボ RB26DETT（1994年 - 1995年） 2.0L 直4 ターボ SR20DET（1995年- 1996年）                                                                                      | スカイラインGT-R（R33型）に移行                     |
| 日産                   | スカイラインGT-R（R33型） | 1995年 - 1999年                          | 2.8L 直6 ツインターボ RB26DETT | スカイラインGT-R（R34型）に移行                     |
| 日産                   | スカイラインGT-R（R34型） | 1999年 - 2003年                          | 2.8L 直6 ツインターボ RB26DETT（1999年 - 2002年 第4戦） 3.0L V6 ツインターボ VQ30DETT（2002年 第5戦 - 2003年）                                                                   | フェアレディZ（Z33型）に移行                        |
| 日産                   | フェアレディZ（Z32型）    | 1994年 - 1995年, 1996年 第3,5戦 - 1997年 | 4.0L V8 自然吸気（1994年 第3戦 - 1997年） 3.0L V6ツインターボ VG30DETT（1994年 - 1995年）                                                                                        | スープラに移行                                      |
| 日産                   | フェアレディZ（Z33型）    | 2004年                                   | 3.0L V6 ツインターボ VQ30DETT | SUPER GTに移行後も継続参戦                          |
| 日産                   | シルビア（S13型）         | 1994年 - 1995年                          | 2.0L 直4 ターボ SR20DET | 撤退                                                |
| トヨタ                 | スープラ                  | 1994年 - 2004年                          | 2.1L 直4 ターボ 3S-GT改（1994年） 3.0L 直6 ターボ 2JZ-GTE（1994年) 2.0L 直4 ターボ 3S-GTE（1995年 - 2002年） 5.2L V8 自然吸気 3UZ-FE（2003年） 4.5L V8 自然吸気 3UZ-FE（2004年） | SUPER GTに移行後も継続参戦                          |
| ホンダ                 | NSX GT2                   | 1996年                                   | 3.0L V6 自然吸気 C30A | NSX-GTに移行                                        |
| ホンダ                 | NSX-GT                    | 1997年 - 2004年                          | 3.5L V6 自然吸気 C32B（1997年 - 2003年） 3.0L V6 ターボ C30A（2004年） | SUPER GTに移行後も継続参戦。一部はGT300クラスに流用 |
| ポルシェ               | 962C                      | 1994年 第1,3,5戦                         | 3.2L フラット6 ツインターボ 935/83 | 993型911 GT2に移行                                  |
| ポルシェ               | 911 3.8RSR（964型）       | 1994年 - 1995年                          | 3.8L フラット6 自然吸気 M64/04 3.8L フラット6 ターボ | ターボ搭載車はNSX GT2に移行                         |
| ポルシェ               | 911 GT2（993型）          | 1995年 - 1998年                          | 3.6L フラット6 ツインターボ | GT300クラスに移行                                   |
| フェラーリ             | F40                       | 1994年 - 1995年,1996年 第5,6戦           | 2.9L V6 ターボ F120A | 撤退                                                |
| フェラーリ             | F40 GT                    | 1994年 第5戦 - 1995年                    | 2.9L V6 ターボ F120B | 撤退                                                |
| フェラーリ             | 550GTS                    | 2004年                                   | 6.0L V12 自然吸気 F133 | SUPER GTに移行後も継続参戦                          |
| ランチア               | 037ラリー                 | 1994年 第3戦                             | 2.1L 直4 スーパーチャージャー | スポット参戦                                        |
| ランボルギーニ         | カウンタック              | 1994年                                   | 5.2L V12 自然吸気 | ディアブロ・イオタに移行                            |
| ランボルギーニ         | ディアブロ・イオタ        | 1995年 - 1996年, 1998年 第1,2,4,5,7戦    | 5.7L V12 自然吸気 | ディアブロGT-1に移行。1998年に再び参戦。            |
| ランボルギーニ         | ディアブロ・GT-1          | 1997年 第2戦 - 2000年                    | 6.0L V12 自然吸気 | ディアブロJGT-1に移行                               |
| ランボルギーニ         | ディアブロ・JGT-1         | 2001年 - 2003年,2004年 第4戦             | 6.0L V12 自然吸気 | ムルシエラゴRG-1に移行も、後に代走参戦              |
| ランボルギーニ         | ムルシエラゴ・RG-1        | 2004年 第2,3,5-7戦                       | 6.0L V12 自然吸気 | SUPER GTに移行後も継続参戦                          |
| ランボルギーニ         | ムルシエラゴ・R-GT        | 2004年 第3,4戦                           | 6.0L V12 自然吸気 | スポット参戦                                        |
| ヴィーマック           | RD350R                    | 2003年 第2-6戦                           | 3.4L V8 自然吸気 | SUPER GT移行と同時にGT300に移行                     |
| ヴィーマック           | RD408R                    | 2004年 第7戦                             | 4.5L V8 自然吸気 | SUPER GT移行後、GT300に移行                         |
| マクラーレン           | F1 GTR                    | 1996年                                   | 6.0L V12 自然吸気 | 撤退                                                |
| マクラーレン           | F1 GTR LM                 | 1999年 - 2003年                          | 6.0L V12 自然吸気 | SUPER GT移行後にスポット参戦                        |
| ダッジ                 | バイパーGTS-R             | 1997年 第6戦 - 2000年 第5戦              | 8.0L V10 自然吸気 | GT300クラスに移行。初代のみの参戦                   |
| シボレー               | カマロ（CF45型）          | 1997年 第4戦                             | 5.9L V8 自然吸気 | スポット参戦                                        |
| シボレー               | コルベット                | 1994年 第3戦(実際には参戦せず)           | 5.7L V8自然吸気 LT1 | スポット参戦も開催直前にエントリー撤回              |
| ミラージュ・レプリカズ | RGSミラージュGT-1         | 2000年 第2-6戦                           | 6.7L V8 自然吸気 | スポット参戦。後にGT300クラスに移行                 |
| メルセデス・ベンツ     | CLK-LM                    | 1999年（実際には参戦せず）               | 5.0L V8 自然吸気 | 開幕前にエントリー撤回。参戦せず                    |
| メルセデス・ベンツ     | CLK                       | 2002年 第6-8戦                           | 6.0L V8 自然吸気 M119 | スポット参戦                                        |

参戦の噂があったり、参戦準備がなされていたものの参戦そのものが頓挫した車両の中には、マツダ・コスモ、三菱・GTO、アルピーヌ・A610、TVR・グリフィス、フェラーリ・F40LM、デ・トマソ・パンテーラ、サード・MC8Rなどの名があった。
| メーカー               | 車両名                         | 参戦 | 備考                                                                                  |
| 日産                   | スカイライン                   | 1994年 第3戦,1995年 第2,4戦（R30型） 1994年-1996年 第2-4戦,1997年 第2,4戦,1998年 第2,4戦(R31型) 1994年 第3-5戦,1996年 第4戦,1998年 第2,4戦,1999年 第2戦 (R32型) | R31型・R32型は撤退 R30型はスポット参戦                                                |
| 日産                   | スカイラインGT-R               | 1995年 第1-2,4戦,1997年 第4戦 | R32型のみの参戦                                                                       |
| 日産                   | シルビア                       | 1996年,1997年 第1-2,4戦,1998年 第2,4戦（S13型） 1996年 第3-6戦（S14前期型） 1997年-1999年 第3,5,7戦,2000年 第2-7戦（S14後期型） 1999年-2004年（S15型）          | S13型・S14前期型は撤退 S14後期型はS15型へ移行 S15型はフェアレディZ（Z33型）へ移行     |
| 日産                   | フェアレディZ                  | 2003年 - 2004年 | SUPER GT移行後も継続参戦。Z33型のみの参戦                                             |
| トヨタ                 | MR2                            | 1995年 第4戦,1996年 - 1999年 | MR-Sに移行。SW20型のみの参戦                                                          |
| トヨタ                 | MR-S                           | 2000年 - 2004年 | SUPER GTに移行後も継続参戦                                                            |
| トヨタ                 | キャバリエ                     | 1997年 第4戦 - 1998年 | 撤退                                                                                  |
| トヨタ                 | セリカ                         | 1998年 第4戦 - 2000年（ST200型） 2003年 - 2004年（ZZT230型） | ST200型はMR-Sに移行 ZZT230型はSUPER GTに移行後も継続参戦                              |
| トヨタ                 | スプリンタートレノ             | 1999年 第2戦 - 2001年 第3戦 | MR-Sに移行。AE86型のみの参戦                                                          |
| トヨタ                 | カローラレビン                 | 2000年 第4戦 | スポット参戦も決勝不出走。AE101型のみの参戦                                           |
| ホンダ                 | NSX                            | 1998年 第4戦（前期型） 2001年 第5戦 - 2002年（中期型） 2003年 - 2004年（後期型）                                                                                | 前期型はスポット参戦。 中期型は後期型に移行 後期型はSUPER GT移行後も継続参戦          |
| マツダ                 | RX-7                           | 1994年 - 1997年 第1戦（FC3S型） 1995年 - 2004年（FD3S型） | FC3S型の一部はロードスターに移行 FD3S型はSUPER GT移行後も継続参戦                     |
| マツダ                 | ロードスター                   | 1997年 第2-4,5戦 - 1998年 第2,4,5,7戦 | 撤退。NA型のみの参戦                                                                  |
| スバル                 | インプレッサ                   | 1997年 第6戦 - 2001年（GC型） 2002年(GD前期型) 2003年 - 2004年(GD中期型)                                                                                        | GC型はGD前期型に、GD前期型はGD中期型にそれぞれ移行 GD中期型はSUPER GT移行後も継続参戦 |
| 三菱                   | FTO                            | 1998年-1999年 | 撤退                                                                                  |
| 三菱                   | ミラージュ                     | 1995年 第4戦,1996年 第2戦 | 撤退。3代目のみの参戦。                                                               |
| ASL                    | ガライヤ                       | 2003年 - 2004年 | SUPER GT移行後も継続参戦                                                              |
| ポルシェ               | 911カレラRS（964型）           | 1994年 - 1995年 | 撤退                                                                                  |
| ポルシェ               | 911カレラRSカップカー（964型） | 1995年 | 撤退                                                                                  |
| ポルシェ               | 911RS（993型）                 | 1996年 - 1999年 | 撤退                                                                                  |
| ポルシェ               | 911RSR（993型）                | 1996年 - 1999年 | 撤退                                                                                  |
| ポルシェ               | 911GT2（993型）                | 1998年 - 2001年 | 撤退                                                                                  |
| ポルシェ               | 911GT3R（996型）               | 2000年 - 2004年 | SUPER GT移行後も継続参戦                                                              |
| ポルシェ               | 911GT3RS（996型）              | 2002年 - 2004年 | SUPER GT移行後も継続参戦                                                              |
| ポルシェ               | 911GT3RSR（996型）             | 2004年 | SUPER GT移行後も継続参戦                                                              |
| ポルシェ               | 911GT3カップカー（996型）      | 2003年 - 2004年 | SUPER GT移行後も継続参戦                                                              |
| ポルシェ               | ボクスター（986型）            | 2000年 | SUPER GT移行後、他チームが別個体で参戦                                                |
| ポルシェ               | 968                            | 2004年 | SUPER GT移行後も継続参戦                                                              |
| ポルシェ               | 928GTS                         | 2004年 特別戦 | スポット参戦も予選決勝不出走                                                          |
| BMW                    | M3                             | 1994年 - 1996年（E30型） 1995年 - 1997年（E36型） | 撤退                                                                                  |
| BMW                    | M3 GTR（E46型）                | 2002年 - 2003年 | 撤退                                                                                  |
| BMW                    | M3 CSL（E46型）                | 2003年 | 撤退                                                                                  |
| BMW                    | 318iクーペ                     | 1996年 第1,5戦 | 325iクーペに変更。E36型のみの参戦                                                     |
| BMW                    | 320iクーペ                     | 1996年 - 1999年 | 撤退。E36型のみの参戦。                                                               |
| BMW                    | 325iクーペ                     | 1997年 第2-6戦 | 撤退。E36型のみの参戦。                                                               |
| フェラーリ             | F355                           | 1997年 - 2000年 | 撤退                                                                                  |
| フェラーリ             | 360モデナ                      | 2000年 第7戦 - 2002年、2004年 特別戦 | フルシーズンからは撤退。後年スポット参戦も決勝不出走                                  |
| フェラーリ             | F360GT                         | 2003年 - 2004年 | SUPER GT移行後も継続参戦                                                              |
| シボレー               | コルベット（C4型）             | 2002年 | 撤退                                                                                  |
| ダッヂ                 | バイパー                       | 2003年、2004年 特別戦（2代目） 2000年 第6戦 - 2002年（初代） | 2代目はフルシーズンからは撤退、後年スポット参戦 初代は2代目に移行                     |
| モスラー               | MT900R                         | 2001年 - 2004年 | SUPER GT移行後も継続参戦                                                              |
| ヴィーマック           | RD320R                         | 2002年 - 2004年 | SUPER GT移行後も継続参戦                                                              |
| ルノースポール         | スピダー                       | 1997年 第2,6戦 | スポット参戦                                                                          |
| ミラージュ・レプリカズ | RGSミラージュGT-1              | 2003年 第1-6戦 | RD320Rに移行                                                                          |

※2005年以降の参戦車種はSUPER GTの項を参照。

## 歴代チャンピオン
| 年     | ドライバーズ（マシン）                                                  | ドライバーズ（マシン）                                 | チームズ                       | チームズ                            | エンジンチューナーズ | エンジンチューナーズ |
| 年     | GT1 Class/GT500 Class                                                   | GT2 Class/GT300 Class                                  | GT1 Class/GT500 Class          | GT2 Class/GT300 Class               | GT500 Class          | GT300 Class          |
| ------ | ----------------------------------------------------------------------- | ------------------------------------------------------ | ------------------------------ | ----------------------------------- | -------------------- | -------------------- |
| 1994年 | 影山正彦 （カルソニック スカイライン）                                  | 小幡栄 （KORG KEGANI ポルシェ）                        | HOSHINO RACING                 | KEGANI RACING                       | not held             | not held             |
| 1995年 | 影山正彦 （カルソニック スカイライン）                                  | 石橋義三/ 星野薫 （欧州車販売の 外国屋スカイライン）   | TEAM TAISAN                    | 石橋義三                            | not held             | not held             |
| 1996年 | ジョン・ニールセン/ デビッド・ブラバム （ラーク マクラーレンF1GT-R）    | 鈴木恵一/ 新田守男 （タイサン ポルシェ RSR）           | チーム ラーク マクラーレンGT-R | TEAM TAISAN Jr.                     | not held             | not held             |
| 1997年 | ペドロ・デ・ラ・ロサ/ ミハエル・クルム （カストロール トムス スープラ） | 織戸学/ 福山英朗 （RS☆Rシルビア）                      | TOYOTA Castrol TEAM            | RS-Rレーシングチーム with BANDOH    | not held             | not held             |
| 1998年 | エリック・コマス/ 影山正美 （ペンズオイル ニスモGT-R）                  | 鈴木恵一/ 舘信吾 （つちやMR2）                         | NISMO                          | TEAM TAISAN Jr. with つちや         | not held             | not held             |
| 1999年 | エリック・コマス （ペンズオイル ニスモGT-R）                            | 新田守男 （モモコルセ アペックスMR2）                  | TOYOTA Castrol TEAM TOM'S      | MOMOCORSE Racing Team with Tsuchiya | not held             | not held             |
| 2000年 | 道上龍 （Castrol 無限 NSX）                                             | 福山英朗 （シェルタイサンアドバンGT3R）                | 無限×童夢 プロジェクト         | TEAM TAISAN JR. with ADVAN          | not held             | not held             |
| 2001年 | 立川祐路/ 竹内浩典 （auセルモスープラ）                                 | 大八木信行/ 青木孝行 （ダイシン ADVAN シルビア）       | NISMO                          | TEAM TAISAN ADVAN                   | not held             | not held             |
| 2002年 | 脇阪寿一/ 飯田章 （エッソウルトラフロースープラ）                       | 新田守男/ 高木真一 （ARTAアペックスMR-S）              | 無限×童夢 プロジェクト         | TEAM TAISAN ADVAN                   | 無限                 | 戸田レーシング       |
| 2003年 | 本山哲/ ミハエル・クルム （ザナヴィ ニスモGT-R）                        | 木下みつひろ/ 柳田真孝 （ハセミスポーツ エンドレス Z） | NISMO                          | TEAM TAISAN ADVAN                   | トヨタテクノクラフト | トヨタテクノクラフト |
| 2004年 | 本山哲/ リチャード・ライアン （ザナヴィ ニスモZ）                       | 山野哲也/ 八木宏之 （M-TEC NSX）                       | NISMO                          | M-TEC CO.LTD.                       | トヨタテクノクラフト | 尾川自動車           |

- エンジンチューナー部門は2002年からの開催
- 2005年以降の歴代チャンピオンは、SUPER GTの項を参照のこと。